# Red Bull MotoGP Rookies Cup 2018

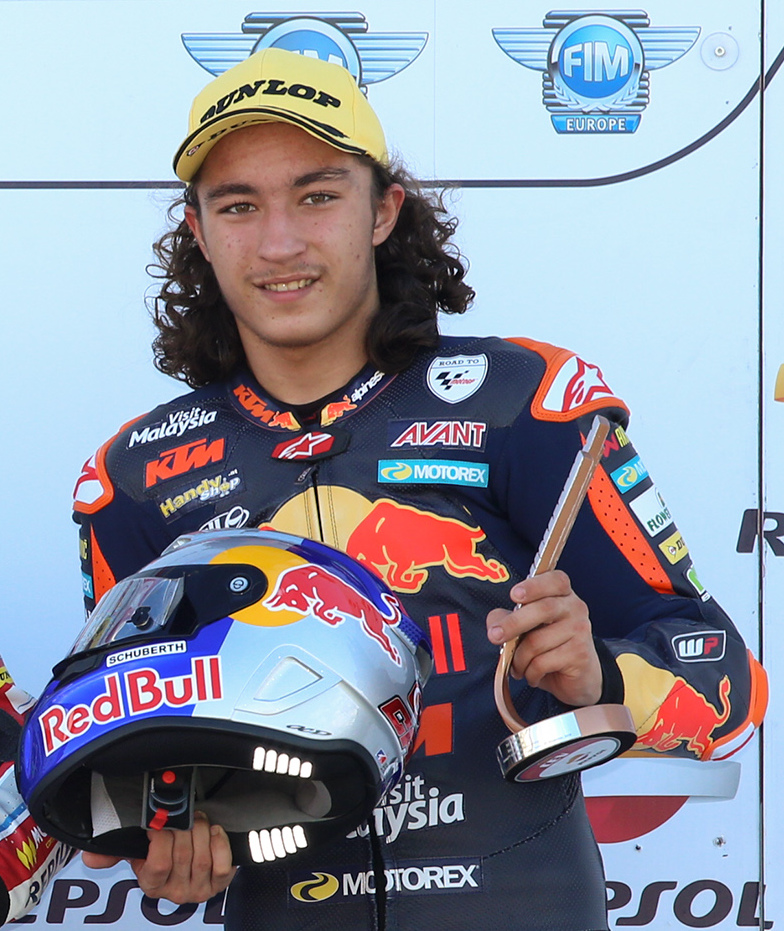
Gesamtsieger: Can Öncü

Der Red Bull MotoGP Rookies Cup 2018 war der zwölfte in der Geschichte des FIM-Red Bull MotoGP Rookies Cups.
Es wurden zwölf Rennen bei sieben Veranstaltungen ausgetragen.
Gesamtsieger wurde Can Öncü aus der Türkei.

## Punkteverteilung
Meister wurde derjenige Fahrer, der bis zum Saisonende die meisten Punkte in der Meisterschaft gesammelt hatte. Bei der Punkteverteilung wurden die Platzierungen im Gesamtergebnis des jeweiligen Rennens berücksichtigt. Die 15 erstplatzierten Fahrer jedes Rennens erhielten Punkte nach folgendem Schema:
Weltmeister wird derjenige Fahrer beziehungsweise der Hersteller, der bis zum Saisonende die meisten Punkte in der Weltmeisterschaft angesammelt hat. Bei der Punkteverteilung werden die Platzierungen im Gesamtergebnis des jeweiligen Rennens berücksichtigt. Die fünfzehn erstplatzierten Fahrer jedes Rennens erhalten Punkte nach folgendem Schema:
| Punkteverteilung | Punkteverteilung | Punkteverteilung | Punkteverteilung | Punkteverteilung | Punkteverteilung | Punkteverteilung | Punkteverteilung | Punkteverteilung | Punkteverteilung | Punkteverteilung | Punkteverteilung | Punkteverteilung | Punkteverteilung | Punkteverteilung | Punkteverteilung |
| ---------------- | ---------------- | ---------------- | ---------------- | ---------------- | ---------------- | ---------------- | ---------------- | ---------------- | ---------------- | ---------------- | ---------------- | ---------------- | ---------------- | ---------------- | ---------------- |
| Platz            | 1                | 2                | 3                | 4                | 5                | 6                | 7                | 8                | 9                | 10               | 11               | 12               | 13               | 14               | 15               |
| Punkte           | 25               | 20               | 16               | 13               | 11               | 10               | 9                | 8                | 7                | 6                | 5                | 4                | 3                | 2                | 1                |

In die Wertung kamen alle erzielten Resultate.

## Rennkalender
|   | Lauf | Datum         | Lauf        | Strecke                                                      | Streckenlayout |
| - | ---- | ------------- | ----------- | ------------------------------------------------------------ | -------------- |
| 1 | 1    | 5. Mai        | Spanien     | Circuito de Jerez (Jerez de la Frontera)                     |                |
| 1 | 2    | 6. Mai        | Spanien     | Circuito de Jerez (Jerez de la Frontera)                     |                |
| 2 | –    | 2. Juni       | Italien     | Autodromo Internazionale del Mugello (Scarperia e San Piero) |                |
| 3 | 1    | 30. Juni      | Niederlande | TT Circuit Assen (Assen)                                     |                |
| 3 | 2    | 1. Juli       | Niederlande | TT Circuit Assen (Assen)                                     |                |
| 4 | 1    | 14. Juli      | Deutschland | Sachsenring (Hohenstein-Ernstthal)                           |                |
| 4 | 2    | 15. Juli      | Deutschland | Sachsenring (Hohenstein-Ernstthal)                           |                |
| 5 | 1    | 11. August    | Österreich  | Red Bull Ring (Spielberg)                                    |                |
| 5 | 2    | 12. August    | Österreich  | Red Bull Ring (Spielberg)                                    |                |
| 6 | –    | 8. September  | San Marino  | Misano World Circuit Marco Simoncelli (Misano Adriatico)     |                |
| 7 | 1    | 22. September | Aragonien   | Motorland Aragón (Alcañiz)                                   |                |
| 7 | 2    | 23. September | Aragonien   | Motorland Aragón (Alcañiz)                                   |                |

## Rennergebnisse
|   | Lauf | Datum  | Rennen      | Strecke       | Platz 1         | Platz 2        | Platz 3         | Pole-Position   | Schn. Rennrunde | Gesamtführender Fahrer |
| - | ---- | ------ | ----------- | ------------- | --------------- | -------------- | --------------- | --------------- | --------------- | ---------------------- |
| 1 | 1    | 05.05. | Spanien     | Jerez         | Can Öncü        | Carlos Tatay   | Filip Salač     | Carlos Tatay    | Deniz Öncü      | Can Öncü               |
| 1 | 2    | 06.05. | Spanien     | Jerez         | Carlos Tatay    | Can Öncü       | Deniz Öncü      | Carlos Tatay    | Ryusei Yamanaka | Can Öncü               |
| 2 | –    | 02.06. | Italien     | Mugello       | Yuki Kunii      | Can Öncü       | Adrián Carrasco | Meikon Kawakami | Adrián Huertas  | Can Öncü               |
| 3 | 1    | 30.06. | Niederlande | Assen         | Can Öncü        | Xavier Artigas | Ryusei Yamanaka | Can Öncü        | Ryusei Yamanaka | Can Öncü               |
| 3 | 2    | 01.07. | Niederlande | Assen         | Can Öncü        | Filip Salač    | Xavier Artigas  | Can Öncü        | Can Öncü        | Can Öncü               |
| 4 | 1    | 14.07. | Deutschland | Sachsenring   | Deniz Öncü      | Can Öncü       | Ryusei Yamanaka | Can Öncü        | Ryusei Yamanaka | Can Öncü               |
| 4 | 2    | 15.07. | Deutschland | Sachsenring   | Can Öncü        | Deniz Öncü     | Filip Salač     | Can Öncü        | Adrián Carrasco | Can Öncü               |
| 5 | 1    | 11.08. | Österreich  | Red Bull Ring | Ryusei Yamanaka | Xavier Artigas | Can Öncü        | Ryusei Yamanaka | Can Öncü        | Can Öncü               |
| 5 | 2    | 12.08. | Österreich  | Red Bull Ring | Xavier Artigas  | Can Öncü       | Filip Salač     | Ryusei Yamanaka | Deniz Öncü      | Can Öncü               |
| 6 | –    | 08.09. | San Marino  | Misano        | Can Öncü        | Filip Salač    | Adrián Carrasco | Can Öncü        | Adrián Carrasco | Can Öncü               |
| 7 | 1    | 22.09. | Aragonien   | Aragón        | Deniz Öncü      | Xavier Artigas | Carlos Tatay    | Xavier Artigas  | Xavier Artigas  | Can Öncü               |
| 7 | 2    | 23.09. | Aragonien   | Aragón        | Deniz Öncü      | Carlos Tatay   | Ryusei Yamanaka | Xavier Artigas  | Max Cook        | Can Öncü               |

## Fahrerwertung
| Pos. | Fahrer            | Spanien | Spanien | Italien | Niederlande | Niederlande | Deutschland | Deutschland | Osterreich | Osterreich | San Marino | Aragonien | Aragonien | Gesamt |
| Pos. | Fahrer            | L1      | L2      | Italien | L1          | L2          | L1          | L2          | L1         | L2         | San Marino | L1        | L2        | Gesamt |
| ---- | ----------------- | ------- | ------- | ------- | ----------- | ----------- | ----------- | ----------- | ---------- | ---------- | ---------- | --------- | --------- | ------ |
| 1    | Can Öncü          | 1       | 2       | 2       | 1           | 1           | 2           | 1           | 3          | 2          | 1          | 10        | 8         | 235    |
| 2    | Deniz Öncü        | 4       | 3       | 6       | 4           | 5           | 1           | 2           | 4          | 4          | 8          | 1         | 1         | 192    |
| 3    | Xavier Artigas    | 5       | 15      | 5       | 2           | 3           | 7           | 5           | 2          | 1          | 5          | 2         | 5         | 166    |
| 4    | Filip Salač       | 3       | 4       | 10      | 5           | 2           | 4           | 3           | 5          | 3          | 2          | Ret       | 7         | 151    |
| 5    | Carlos Tatay      | 2       | 1       | 4       | 8           | Ret         | 9           | 7           | 6          | 6          | 6          | 3         | 2         | 148    |
| 6    | Ryusei Yamanaka   | 6       | 5       | 9       | 3           | Ret         | 3           | 6           | 1          | 7          | 4          | 8         | 3         | 141    |
| 7    | Adrián Carrasco   | 9       | 23      | 3       | 7           | Ret         | 5           | 4           | DSQ        | Ret        | 3          | 5         | Ret       | 83     |
| 8    | Steward Garcia    | 16      | 8       | 12      | 12          | Ret         | 6           | 9           | 7          | 5          | Ret        | 4         | 6         | 76     |
| 9    | Yuki Kunii        | 11      | 6       | 1       |             |             |             |             | Ret        | 9          | Ret        | 6         | 4         | 70     |
| 10   | Sean Dylan Kelly  | 8       | 7       | 11      | 6           | Ret         | Ret         | 8           | 10         | 11         | Ret        | 9         | 9         | 65     |
| 11   | Barry Baltus      | 7       | 11      | 13      | 9           | 4           | 11          | 11          | 16         | 12         | 15         | 11        | 13        | 60     |
| 12   | Adrián Huertas    | 14      | 10      | 7       | 10          | 9           | 10          | 10          | DNS        | DNS        | 13         | 15        | 15        | 47     |
| 13   | Peetu Paavilainen | Ret     | 12      | 16      | 20          | 6           | Ret         | 12          | 8          | 10         | 11         | 16        | 10        | 43     |
| 14   | Meikon Kawakami   | 10      | 16      | 8       | 16          | Ret         | 18          | 17          | 13         | 13         | 7          | 19        | 11        | 34     |
| 15   | Dan Jones         | 12      | 14      | 14      | Ret         | 10          | Ret         | 13          | Ret        | Ret        | 9          | 7         | 18        | 33     |
| 16   | Sasha De Vits     | 15      | 13      | 22      | 11          | 7           | 14          | 14          | 15         | 17         | 10         | 18        | 19        | 29     |
| 17   | Gerry Salim       | 23      | 19      | Ret     | 14          | 8           | Ret         | 15          | Ret        | 8          | Ret        | 17        | 12        | 23     |
| 18   | Max Cook          | 13      | 20      | Ret     | 15          | 11          | 8           | NC          | Ret        | DNS        | 16         | 12        | 14        | 23     |
| 19   | Billy Van Eerde   | 19      | 17      | 15      | 13          | Ret         | 15          | 18          | 9          | Ret        | 14         | 14        | Ret       | 16     |
| 20   | Pasquale Alfano   | 18      | 21      | 18      | 18          | 12          | 13          | Ret         | 12         | 15         | Ret        | Ret       | Ret       | 12     |
| 21   | Matteo Patacca    | 20      | 9       | 17      |             |             | 12          | Ret         |            |            |            |           |           | 11     |
| 22   | Nicolás Hernández | 21      | 22      | 20      | Ret         | 13          | 17          | 20          | 11         | 14         | Ret        | 20        | 16        | 10     |
| 23   | Simon Jespersen   | 17      | 18      | 19      | 19          | Ret         | Ret         | 16          | 14         | 16         | 12         | 13        | 17        | 9      |
|      | Aidan Liebenberg  | 22      | 24      | 21      | 17          | Ret         | 16          | 19          | DNS        | DNS        |            | DNS       | DNS       | 0      |

| Farbe         | Bedeutung                               |
| ------------- | --------------------------------------- |
| Gold          | Sieger                                  |
| Silber        | 2. Platz                                |
| Bronze        | 3. Platz                                |
| Grün          | Platzierung in den Punkten              |
| Blau          | Klassifiziert außerhalb der Punkteränge |
| Violett       | Rennen nicht beendet (DNF)              |
| Violett       | nicht klassifiziert (NC)                |
| Rot           | nicht qualifiziert (DNQ)                |
| Schwarz       | disqualifiziert (DSQ)                   |
| Weiß          | nicht am Start (DNS)                    |
| Weiß          | zurückgezogen (WD)                      |
| Weiß          | Rennen abgesagt (C)                     |
| ohne Farbe    | nicht am Training teilgenommen (DNP)    |
| ohne Farbe    | verletzt oder krank (INJ)               |
| ohne Farbe    | ausgeschlossen (EX)                     |
| ohne Farbe    | nicht erschienen (DNA)                  |
| fett          | Pole-Position                           |
| kursiv        | Schnellste Rennrunde                    |
| unterstrichen | WM-Führung                              |
| hochgestellt  | Platzierung im Sprintrennen             |